# Речевой акт
Речевой акт — отдельный акт речи, в нормальных случаях представляет собой двусторонний процесс порождения текста, охватывающий говорение и протекающие параллельно и одновременно слуховое восприятие и понимание услышанного. При письменном общении речевой акт охватывает соответственно писание и чтение (зрительное восприятие и понимание) написанного, причём участники общения могут быть отдалены друг от друга во времени и пространстве. Речевой акт есть проявление речевой деятельности.
В речевом акте создаётся текст. Лингвисты обозначают этим термином не только записанный, зафиксированный так или иначе текст, но и любое кем-то созданное (всё равно — описанное или только произнесённое) «речевое произведение» любой протяжённости — от однословной реплики до целого рассказа, поэмы или книги. Во внутренней речи создастся «внутренний текст», то есть речевое произведение, сложившееся «в уме», но не воплотившееся устно или письменно.

## Составляющие речевого акта
К. Бюлер выделял три составляющих речевого акта: «отправителя», «получателя», «предметы и ситуации» и соотносил их с определёнными функциями языка (в скобках приводятся названия функций по Р. О. Якобсону, см. след. абзац): экспрессии (эмотивная, «сосредоточенная на адресате»), апелляции (конативная, ориентирующаяся на адресата) и репрезентации (референтивная, сообщение о действительности).
Р. О. Якобсон добавляет к выделенным К. Бюлером компонентам речевого акта ещё три: контакт, код, сообщение, и называет соответствующие данным компонентам функции (фатическую, или контактоустанавливающую; метаязыковую, при реализации которой предметом речи является сам код-язык; и поэтическую). «Отправитель», «получатель», «предметы и ситуации» называются у Якобсона «адресант», «адресат» и «контекст» соответственно.
Британский философ языка Д. Л. Остин рассматривал речевой акт как трёхуровневое образование, выделяя:
- Локутивный акт (локуция, от англ. locution ‘оборот речи, речение’) — этап лингвистического выражения, то есть непосредственно произнесение высказывания с помощью языковых средств. Ему присуще значение.

- Иллокутивный акт (иллокуция, лат. il- < in ‘в, внутри’) — прагматический компонент смысла высказывания, отражающий коммуникативную цель говорящего. К числу базовых иллокутивных актов относятся констатив — коммуникативно-интенциональное содержание которого заключается в утверждении; перформатив — предложение, произнося которое, человек совершает действие (например, сказав «Я объявляю собрание открытым», говорящий действительно открывает собрание) и др.
- Перлокутивный акт (перлокуция, лат. per- ‘посредством’) — служит намеренному воздействию на адресата, достижению какого-то результата. Например, результатом произнесения предостережения типа «Собака лает» будет перлокуция — вывод: «не пойдём туда, там лает собака»[3].

Все три частных акта совершаются одновременно, а не один за другим. Их различение необходимо в методических целях.

## Виды речевых актов
- констатив (акт-утверждение)
- промисив (обещание)
- менасив (угроза)
- реквестив (просьба)
- квеситив (вопрос)
- инъюнктив (приказ)
- апеллятив (обращение по имени)
- перформатив (фразы-действия. Например, фраза «я тебя поздравляю» обозначает действие, заключаемое в самом её произнесении)